# Klösta
Klösta är en ort, från 2015 till 2023 klassad som en småort, i Lits distrikt (Lits socken) i Östersunds kommun, Jämtlands län (Jämtland). Vid avgränsningen 2023 klassades den som en del av tätorten Lit.
Orten ligger vid länsväg Z 1023 och Indalsälven, cirka två kilometer väster om tätorten Lits centrum.
Lits kyrka ligger i den östra delen av orten.